# Caribou (musiker)
Daniel Victor "Dan" Snaith, född 29 mars 1978 i Dundas, Ontario, är en kanadensisk kompositör, musiker och artist. Han har släppt musik under pseudonymerna Caribou, Daphni och Manitoba.
Under Caribou-framträdanden får Snaith sällskap av sina gamla bandkamrater, Ryan Smith (gitarr, keyboard), John Schmersal (bas, keyboard) och Brad Weber (trummor), som utvecklar Snaiths material för livemiljö. Angående sina framträdanden som en fyrmannagrupp har Snaith sagt: "Hela idén är att det inte bara är jag, och det är inte bara hyrda vapen. Liveshowen är sin egen grej och de är ett riktigt band – i den meningen att vi alla är lika delar av det."

## Diskografi

### som Manitoba
- People Eating Fruit EP (30 oktober 2000)
- "Paul's Birthday" CDS (26 februari 2001)
- Start Breaking My Heart (26 mars 2001)
- give'r EP (26 november 2001)
- If Assholes Could Fly This Place Would Be an Airport 12" (13 januari 2003)
- "Jacknuggeted" CDS (24 februari 2003)
- Up in Flames (31 mars 2003)
- "Hendrix with Ko" CDS (14 juli 2003)
- Up in Flames (Special Edition) with bonus disc (29 september 2003)

Det mesta av Snaiths material under artistnamnet Manitoba har blivit återutgivet under artistnamnet Caribou.

### som Caribou
- Start Breaking My Heart (återutgivning 2006)
- Up In Flames (återutgivning 2006)
- "Yeti" CDS/12" (22 mars 2005)
- The Milk of Human Kindness (18 april 2005)
- Tour-Only CD (Super Furry Animals Tour, hösten 2005)
- Marino (DVD) (november 2005)
- Andorra (21 augusti 2007) - vinnare av Polaris Music Prize 2008
- "Melody Day" CDS (augusti 2007)
- Tour-Only CD (september 2007)
- "She's the One" (mars 2008)
- Swim (19 april 2010)
- Tour-Only CD (april 2010)
- Our Love (2014)
- Suddenly (2020)

### Som Daphni
- Jiaolong (2012)
- FabricLive.93 (2017)
- Joli Mai (2017)
- Cherry (2022)